# Kameničtí z Kamenice
Kameničtí z Kamenice (německy Kameniczky von Kamenicz) byly starobylý český šlechtický rod pocházející z Moravského markrabství. Šlechtický rod je poprvé zmiňovám v 15. století. Název je odvozen od jejich rodového sídla v Kamenici. Originální pečeť z roku 1571 zobrazující erb je uložena v Moravském zemském muzeu. Erb má šikmý vinný úponek s dvěma listy a hroznem. Jedna rodinná větev v roce 1587 získala majestátní dopis od Rudolfa II., císaře Svaté říše římské, který potvrzoval jejich rytířství. Kromě toho byl rod Kamenických zmíněn v práci genealoga Bartoloměje Paprockého z Hlohol a Paprocké Vůle publikované v Praze roku 1602.